# Blidinje
Blidinje är en nationalpark i Bosnien och Hercegovina, instiftad den 30 april 1995. 

## Geografi och hydrologi
Det är en rymlig dalgång, 3-5 km lång, belägen på en höjd av 1 150–1 300 meter över havet, mellan bergen Čvrsnica och Vran och har en total areal om 364 km² i de tre kommunerna Posušje, Tomislavgrad och Jablanica. I norr och nordväst ligger berget Vran vars högsta topp ligger 2 074 meter över havet, i söder och sydöst ligger Čvrsnica vars högsta topp ligger på 2 228 meters höjd och i söder ligger Čabulja vars högsta topp är 1 786 meter över havet. I norr till nordöst ligger floden Doljanka och i öster Grabovicadalen som sträcker sig till floden Neretva.

### Grabovicadalen
Grabovicadalen med den lilla Grabovicaån är ett särskilt reservat inom parken, inklämt djupt i berget, och formar en djup kanjon mellan Čvrsnicas stupande bergväggar. Inne i dalen ligger den lilla byn Diva Grabovica, som fått sitt namn efter en Diva Grabovčeva, dotter till en lokal herde. Hon och mördades av en lokal adelsman så att hon inte skulle kunna vara gift med någon annan man, förutom med honom.

### Blidinjesjön
De smältande glaciärerna från Čvrsnica har under de två senaste istiderna skapat det öppna och kala dalgångsfältet Dugo Polje som leder in i nationalparken. De mest betydelsefulla hydrografiska fenomenet i parkområdet är den största bergssjön i Bosnien och Hercegovina - Blidinjesjön.

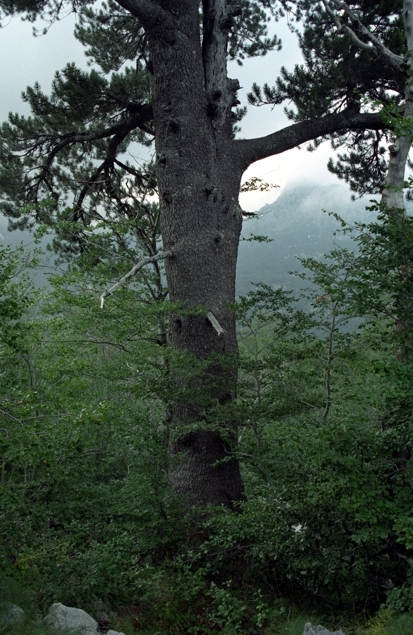
Pinus leucodermis

## Flora och fauna
Vid sidan om en del bergiga och till synes livlösa sluttningar finns en tät tallskog, däribland med den endemiska vitbarkade tallen i Masna Luka kallad Pinus leucodermis. Tre typer av vild timjan och dussintals blomarter täcker dalen och bergssidorna under våren och sommaren.

## Historia, arkeologi och kultur
Överallt i dalen finns Bosnien och Hercegovinas kännemärke stećci från medeltiden. Det är inte klart hur länge mänsklig bosättning har funnits här men forskning påbörjades när Blidinje fick status som naturpark. Spår efter illyriska gravar och romerska vägar indikerar att Blidinje har varit bebott i minst 2 500 år. Det stora gravfältet i Dugo Polje antyder att slaverna bosatte sig här på 600-talet.

### Traditionella levnadsförhållanden
Det finns även ett Franciskankloster i parken som är öppet för besökare. Husen här är traditionella herdebostäder med halmtak som i huvudsak används under sommaren. Vintern är hård och kall i dessa delar av landet.
Parken är fri från minor och har välmarkerade vandringsleder.

## Förslag till världsarv
Blidinje blev 11 december 2007 uppsatt på Bosnien och Hercegovinas lista över förslag till världsarv, den så kallade "tentativa listan".